# Шанел Престън
Шанел Престън (на английски: Chanel Preston) е американска порнографска актриса, режисьор на порнографски филми и еротичен модел.

## Ранен живот
Родена е на 1 декември 1985 г. във Феърбанкс, щата Аляска, САЩ и е от смесен етнически произход – немски, английски и испански. Израства именно в Аляска. В ученическите си години тренира борба, посещава уроци по актьорско майсторство и се занимава с участия в театрални представления, танци, свирене на пиано и на тромпет. През 2005 г. се премества да живее в град Хонолулу, Хаваите, където година по-рано отива нейният приятел.

## Кариера
Преди да навлезе в порноиндустрията работи като стриптизьорка на Хаваите, а също и пътува и прави стриптийз шоу програми в клубове и на частни партита в редица американски градове.
Дебютира като актриса в порнографската индустрия през януари 2010 г., когато е на 24-годишна възраст. Първата ѝ сцена е с Ник Манинг в продукция на Вивид Ентъртейнмънт за нови лица.
В дебютната си година е удостоена с наградите на NightMoves за най-добра нова звезда (избор на авторите), CAVR за звездица на годината и XCritic за най-добра нова звезда. Следващата година печели наградите за най-добра нова звезда на XBIZ, XRCO и Galaxy, както и NightMoves награда за най-добра изпълнителка (избор на авторите).
Престън е трофейно момиче на наградите на AVN през 2011 г.
През 2012 г. прави първата си генгбенг сцена във филма „Шанел Престън – без лимити“.
На 18 януари 2014 г. Престън, Саманта Сейнт и комедийната актриса Ребека Кочан водят церемонията по връчване на 31-вите награди на AVN.
От август 2014 г. Шанел е президент на организацията „Adult Performer Advocacy Committee“ (Комитет за защита на порнографския изпълнител), чиито основни дейности са насочени към поддържане и подобряване на безопасността и условията на труд в порноиндустрията, както и организиране на представителство по дела, които засягат здравето, безопасността и общността.
През 2015 г. дебютира и като режисьор с порнографската продукция „Шанел филм първи“ („Chanel Movie One“).
Същата година за първи път се изявява и като оператор в порнофилм – като оператор на втора камера във филма „All in Your Head“.
Включена е в списъците от 2012, 2013, 2014, 2015 и 2016 г. на „Мръсната дузина: най-популярните звезди в порното (най-големите звезди на порното)“ на телевизионния канал CNBC.
Престън е председател на Комитета за застъпничество за изпълнителите във филми за възрастни, представляващ организация, която помага да се гарантира безопасността на работното място в порнографската индустрия.
Мейнстрийм изяви
На 7 май 2010 г. се изявява заедно с редица други порноактьори в 14-ия благотворителен голф турнир и благотворителния търг в памет на Скайлър Нийл в Сими Вали, Калифорния, на които се събират средства за финансиране на борбата с детски заболявания.
Престън заедно с Частити Лин и Али Хейз се обявяват против Рик Санторум – кандидат в първичните избори на Републиканската партия, които трябва да излъчат кандидата за президентските избори в САЩ през 2012 г. Те се снимат в специално видео, в което критикуват идеите и виждането на Санторум за порнографията.
Участва във видеоклиповете на песните „Заведи ме у дома“ на Ръс Ъруин и „Бюст“ на рапъра Waka Flocka Flame.
През януари 2014 г. Престън, Джеси Андрюс, Дейна Диармонд и Аса Акира са включени в статия на списание „Космополитън“, наречена „4 порнозвезди за това как те поддържат форма“. В нея четирите порноактриси говорят за своите спортни тренировки, диетата си и за това какво е отражението върху физическото им състояние на движенията и позите при сексуалните актове, които правят във филмите си. Статията е провокирана от изказване на актрисата и модел Гейбриъл Юнион, че използва фитнес тренировките и диетата на порнозвездите.
Водеща е на образователните уеб серии „Голи с Шанел“, които стартира през 2014 г. Според статия в списание „Космополитън“ сериите „разглеждат как нашето общество и възпитанието влияят на нашите идеи за секс“.

## Личен живот
Има интимна връзка с порноактьора Джеймс Дийн.

## Награди и номинации
Носителка на награди
- 2010: NightMoves награда за най-добра нова звезда (избор на авторите).[11]
- 2010: CAVR награда за звездица на годината.[12][13]
- 2010: XCritic награда за най-добра нова звезда.[14]
- 2011: XBIZ награда за нова звезда на годината.[15]
- 2011: XRCO награда за нова звезда.[16]
- 2011: Galaxy награда за нова изпълнителка на годината в САЩ.[39][17]
- 2011: NightMoves награда за най-добра изпълнителка (избор на авторите).[18]
- 2012: NightMoves награда за най-добро тяло (избор на авторите).[40]
- 2012: Пентхаус любимка за месец март.[41][42]
- 2013: XBIZ награда за най-добра сцена – гонзо продукция – „Начо напада Америка 2“ (с Начо Видал).[43]
- 2013: NightMoves награда за най-добра изпълнителка (избор на феновете).[44]
- 2015: Free Speech Coalition награда за изпълнителка на годината.[45]

Номинации
През 2011 г. получава номинации за най-добра нова звезда на наградите на AVN и XRCO.
През 2012 г. е номинирана за изпълнителка на годината на наградите на AVN, XBIZ, XRCO и NightMoves. Същата година получава номинации за AVN награди за най-добра поддържаща актриса, най-добра сцена с орален секс, най-добра секс сцена с двойно проникване, най-добра сцена с групов секс само с момичета, както и номинация за XRCO награда за оргазмен оралист.
През 2013 г. е номинирана на наградите на AVN за изпълнителка на годината, за най-добра актриса за ролята си във филма „Ромео и Жулиета“, за най-добра поддържаща актриса за ролята си във филма „Долината“ и за най-добра сцена с групов секс само с момичета. Същата година получава и номинации за награди на XBIZ за изпълнителка на годината, на XRCO за изпълнителка на годината, супермръсница и оргазмен аналист и на NightMoves за най-добро дупе.
2014 г. ѝ ̀ носи номинации за AVN награда за изпълнителка на годината и за най-добра поддържаща актриса за филма „Лавърн и Шърли ХХХ“, както и за XRCO награда за изпълнителка на годината и оргазмен аналист.
През 2015 г. е номинарана за AVN награда за изпълнителка на годината и XBIZ награда за изпълнителка на годината.